# Calomys hummelincki
Calomys hummelincki är en däggdjursart som först beskrevs av Husson 1960.  Calomys hummelincki ingår i släktet aftonmöss och familjen hamsterartade gnagare. IUCN kategoriserar arten globalt som livskraftig. Inga underarter finns listade.
Denna gnagare förekommer i nordöstra Colombia, Venezuela, norra Brasilien och på Nederländska Antillerna. Det är oklart om arten nådde öarna med människans hjälp eller på naturligt sätt. Habitatet utgörs främst av sandiga ängar.
Individerna är aktiva på natten och äter huvudsakligen växtdelar. Honor föder efter ungefär 55 dagar dräktighet cirka 5 ungar per kull.